# Mathias Sanlaville
Mathias Sanlaville, né le 19 janvier 2003 à Roanne, est un coureur cycliste français.

## Biographie
Mathias Sanlaville est né à Roanne. Il provient d'une famille de cyclistes,. Son père Philippe et ses oncles Didier et Pierre-Yves ont tous pratiqué ce sport au niveau amateur. Il a aussi deux jeunes frères, Tristan et Léandre, qui participent à des courses de vélo. Tout comme ses derniers, il prend sa première licence durant son enfance au club de Cours-la-Ville, après avoir essayé le judo et le tennis. 
En 2021, il devient champion régional d'Auvergne-Rhône dans sa catégorie. Il participe également à diverses compétitions internationales avec l'équipe junior d'AG2R Citroën. Rapide au sprint, il parvient à se classer deuxième d'une étape des Trois Jours d'Axel. L'année suivante, il évolue dans la réserve espoir d'AG2R Citroën. Il suit dans le même temps des études de commerce à l'INSEEC Chambéry. 
Non-conservé par AG2R Citroën U23, il intègre le VC Villefranche Beaujolais en 2023. Décrit comme un « sprinteur-puncheur », il décroche une victoire et quelques accessits en première catégorie. Il monte notamment sur le podium de la Chazal Classic Dijon-Auxonne-Dijon, une épreuve réputée chez les amateurs français. Sa saison 2024 est en revanche plus décevante. Il obtient néanmoins son Bachelor en management et gestion à Chambéry. 
En 2025, il change de nouveau de club en rejoignant le Team Atria-Montluçon Cyclisme. Il prend à cette occasion une année sabbatique pour se consacrer pleinement au vélo,. Avec sa nouvelle formation, il se montre régulier en obtenant trois succès et une vingtaine de tops dix. Sur le circuit de l'UCI Europe Tour, il se fait remarquer lors du Tour du Loir-et-Cher en terminant quatrième de la première étape et neuvième du classement général. Il finit par ailleurs deuxième du Grand Prix de Cours-la-Ville, inscrit au calendrier de la Coupe de France N1. Grâce à ses performances, il parvient à signer un contrat avec la formation CIC U Nantes. Il doit d'abord effectuer un stage dans cette équipe, avant d'y passer professionnel en 2026.

## Palmarès
| - 2020 - 3e de la Classic Jean-Patrick Dubuisson Juniors - 2021 - Champion d'Auvergne-Rhône-Alpes juniors - 2022 - 3e étape du Grand Prix des Mutuelles - Grand Prix de La Motte-Servolex - 2023 - Nocturne de Bourbon-Lancy - 2e du Prix Eugène Machand - 3e de la Chazal Classic Dijon-Auxonne-Dijon - 3e de la Boucle du Pays de Tronçais - 3e du Prix de Cormoz - 3e du Circuit des Champions | - 2024 - 2e du Prix de Digoin - 2025 - 2e et 4e épreuves des Boucles du Haut-Var - La Polysostranienne - 2e du Grand Prix de Buxerolles - 2e du Tour de la Charente Limousine - 2e du Tour du Charolais - 2e de La Gouzonnaise - 2e du Grand Prix de Cours-la-Ville |  |